# Юніон (округ, Арканзас)
Шаблон:StateAbbr_ 33°11′14″ пн. ш. 92°35′29″ зх. д. / 33.187222222222° пн. ш. 92.591388888889° зх. д.
Округ Юніон (англ. Union County) — округ (графство) у штаті Арканзас, США. Ідентифікатор округу 05139.

## Історія
Округ утворений 1829 року.

## Демографія
За даними перепису 
2000 року 
загальне населення округу становило 45629 осіб, зокрема міського населення було 22146, а сільського — 23483.
Серед мешканців округу чоловіків було 21814, а жінок — 23815. В окрузі було 17989 домогосподарств, 12652 родин, які мешкали в 20676 будинках.
Середній розмір родини становив 3.
Віковий розподіл населення поданий у таблиці:
| Стать    | До 15 років | 15-21 | 22-29 | 30-39 | 40-49 | 50-65 | 65-85 | Понад 85 |
| -------- | ----------- | ----- | ----- | ----- | ----- | ----- | ----- | -------- |
| Чоловіки | 5060        | 2310  | 1976  | 2955  | 3286  | 3445  | 2515  | 267      |
| Жінки    | 4562        | 2226  | 2122  | 3186  | 3496  | 3655  | 3751  | 817      |

## Суміжні округи
- Калгун — північ
- Бредлі — північний схід
- Ешлі — схід
- Моргаус, Луїзіана — південний схід
- Юніон, Луїзіана — південь
- Клейборн, Луїзіана — південний захід
- Колумбія — захід
- Вошіта — північний захід

## Виноски
1. ↑  U.S. Decennial Census. United States Census Bureau. Процитовано 27 серпня 2015.
2. ↑  Historical Census Browser. University of Virginia Library. Архів оригіналу за 11 серпня 2012. Процитовано 27 серпня 2015.
3. ↑  Forstall, Richard L., ред. (27 березня 1995). Population of Counties by Decennial Census: 1900 to 1990. United States Census Bureau. Процитовано 27 серпня 2015.
4. ↑  Census 2000 PHC-T-4. Ranking Tables for Counties: 1990 and 2000 (PDF). United States Census Bureau. 2 квітня 2001. Процитовано 27 серпня 2015.
5. ↑  State & County QuickFacts. United States Census Bureau. Архів оригіналу за 7 червня 2011. Процитовано 19 травня 2014. [Архівовано 2011-06-07 у Wayback Machine.](англ.) Наведено за англійською вікіпедією.
6. ↑  American FactFinder. Бюро перепису населення США. Архів оригіналу за 26 лютого 2012. Процитовано 31 січня 2008. [Архівовано 2008-05-21 у Wayback Machine.]

| США | Це незавершена стаття з географії США. Ви можете допомогти проєкту, виправивши або дописавши її. |